# Халева, Джерри
Дже́ром Майкл «Дже́рри» Ха́лева (англ. Jerome Michael Haleva; род. 26 мая 1946) — американский актёр и политический лоббист. Получил известность как двойник Саддама Хусейна из-за его внешнего сходства с иракским лидером. Во всех его ролях в кино он также изображал Хусейна.

## Биография
Джерри Халева, сефардский еврей, является членом Республиканской партии и, среди прочего, работал лоббистом в Американо-израильском комитете по связям с общественностью. В 1973 году он был советником законодательного комитета по расследованию условий содержания в тюрьмах Калифорнии. В 1977 году он работал в Сенате Калифорнии в качестве начальника штаба Уильяма Кэмпбелла.
В 1989 году коллега Халевы распространил среди своих сослуживцев фотографию тогдашнего иракского лидера Саддама Хусейна с текстом «Теперь мы знаем, чем занимается Халева по выходным». Несколько лет спустя Халева связалась с Роном Смитом, который представлял двойников в киноиндустрии, и который нашёл для него небольшую роль в фильме «Горячие головы!».(1991), за которым последовала более заметная роль в его продолжении «Горячие головы! Часть вторая» (1993). Всего Халева сыграл Хусейна в шести фильмах, помимо «Горячих голов!» и «Большого Лебовски», также он появлялся в рекламных роликах, в том числе для Nintendo.
Весной 2003 года, после вторжения США в Ирак, он решил перестать работать двойником Хусейна. В январе 2004 года он сказал в интервью, что заинтересован в продолжении своей актёрской карьеры.
По состоянию на 2016 год он был лоббистом контрактов (Sergeant Major Associates) и жил в Сакраменто, Калифорния.

## Фильмография
| Год  | Фильм                              | Роль               | Прим.     |
| ---- | ---------------------------------- | ------------------ | --------- |
| 1991 | Горячие головы!                    | Саддам Хусейн      |           |
| 1993 | Горячие головы! Часть вторая       | Саддам Хусейн      |           |
| 1998 | Большой Лебовски                   | Саддам             |           |
| 1998 | Мафия!                             | Саддам Хусейн      |           |
| 2002 | Как заработать 20 миллионов баксов | Саддам Хусейн      |           |
| 2002 | Прямой эфир из Багдада             | Голограмма Саддама | Телефильм |